# Sergio Stefanutti
Sergio Stefanutti (Udine, 27 settembre 1906 – Roma, 1º marzo 1992) è stato un ingegnere aeronautico italiano.
Fu un progettista aeronautico, autore di alcune delle più interessanti realizzazioni aeronautiche italiane.

## Biografia
Negli anni '20 fu chiamato come progettista dalla SAI Ambrosini.
È ricordato come il primo progettista di un aereo da caccia canard italiano, il SAI Ambrosini S.S.4, e poi di un ottimo monoplano da turismo, il SAI Ambrosini 7 e di due interessanti progetti di caccia leggero, arrivati quasi alla produzione in serie.
Questi ultimi erano ancora progettati per l'azienda Ambrosini e presero la denominazione di SAI Ambrosini 207 e 403. Erano velivoli realizzati con struttura in legno (attentamente studiata da Stefanutti in precedenti progetti e realizzazioni, come il già citato SAI 7), di peso ridottissimo e di grande manovrabilità. Il peso ridotto consentiva di usare un motore di ridotta potenza, quindi poco costoso, di ridotti consumi, di minore manutenzione. Le loro prove in volo furono per entrambi entusiasmanti, per cui se ne decise la produzione in serie, non avvenuta poi per le note vicende belliche che portarono l'Italia all'armistizio.
Lo Stefanutti è anche il primo progettista di un velivolo bellico teleguidato di serie, costruito dalla Aerolombarda e pronto alle operazioni all'armistizio. Nel dopoguerra Stefanutti si applicò al volo a getto, arrivando a progettare e realizzare il primo aviogetto da caccia di progettazione nazionale, che prese il nome di Aerfer Sagittario 2. Questo velivolo è visibile nel Museo storico dell'Aeronautica Militare nei pressi di Bracciano (Rm), insieme col successivo sviluppo che prevedeva anche l'uso di un razzo oltre al turbogetto per incrementare la spinta e la velocità di intercettazione. Questo velivolo, nella sua seconda variante, è il primo velivolo italiano ad aver superato la barriera del suono. Il velivolo non venne poi adottato dall'Aeronautica Militare.